# Eberhard von Reischach
Eberhard von Reischach († 2. März 1491 in St. Blasien) aus dem Geschlecht der Herren von Reischach war von 1482 bis 1491 Abt im Kloster St. Blasien im Südschwarzwald.

## Wappen
Er führte das Wappen der Herren von Reischach: In silbernem Schild ein rotgezungter Eberkopf mit goldener Mähne und Hauern.